# パットマン
『パットマン』は、1996年4月にSANKYOが発売した、ゴルフのパッティングをテーマにしたパチンコ機のシリーズ名。『CRパットマン』の1機種がある。

## 概要
確率変動機能を搭載した権利物タイプ。2桁のドットデジタルセグメントを搭載しており、「7F」になると単発の大当たり、「77」になると次回まで大当たり確率が10倍になる確変が伴った大当たりとなる。

## スペック
- 賞球数 5&13
- 大当たり確率 1/61
- 確変率 1/2 次回まで

## 図柄
- 左デジタル
  - 7
  - Z
  - D
  - T
  - J
  - U
- 右デジタル
  - 0~9
  - F

## 演出
中央の上部に10個の穴がある回転体がある。このうち5個の穴が下のゴルファーの役物がいるステージへの通路となっている。このステージに辿り着いた玉をゴルファーがパッティングし、カップに玉が入るとデジタルが変動する。